# Zinda
Zinda (неофіційний переклад «В'язень минулого») — індійський містичний трилер мовою хінді 2006 року, знятий режисером Санджаєм Гуптою, за його та Суреша Наіра сценарієм. Є неофіційним рімейком південнокорейського фільму «Oldboy» (офіційна адаптація японської манги Old Boy).
Show East, продюсери оригінального фільму, які на той момент вже продали права на рімейк DreamWorks в 2004 році, спочатку погрожували юридичними наслідками, але жодних юридичних дій не було зроблено у зв'язку з закриттям студії.

## Сюжет
У головного героя Баладжіта все добре — молода красуня дружина, престижна робота в Бангкоку і будинок на березі моря. Однак один нещасливий день перекреслює все: його викрадають, без пояснень замикають в камері-одиночці, годують тільки смаженими китайськими пельменями, а через чотирнадцять років випускають на свободу з великого чемодана в самому центрі тайської столиці.
У ролях знялися:
- Джон Абрахам,
- Санджай Датта,
- Лара Дутта
- Селін Джейтлі.

## Критика
Фільм отримав змішані відгуки від критиків, хоча Джон Абрахам і Санджай Датт були виділені для похвал.
Сайт Bollywood Mantra похвалив стрічку: «Зінда — це фільм, який, здається, є найтемнішимм фільмом Санджая Гупти. Він розповідає вам історію, про яку ніколи не говорили на індійському екрані. І змусити Санджай Гупту прийти до фантазії живий, хто ще, крім Санджай Датт, загорнувся, щоб зіграти головну роль. Одна з найбільш складних ролей колись смертельним Дуттом, вона обов'язково переслідуватиме вас довго після того, як закінчиться показ».
Нарбір Гозал з програми PlanetBollywood.com дав фільму 7,5/10, вихваляючи гру Санджай Датт та Джона Абрахама, критикуючи той факт, що велика частина діалогу та історії була скопійована з Oldboy.
Futuremovies.com дав фільму 6/10 і сказав: «Технічно і стильно, Zinda бездоганний», і хвалив виконання Дату, кажучи «це, мабуть, вершина його кар'єри».
Subhash K Jha дав 2.5 / 5 і заявив, що «фільм належить Санджай Датт … Якщо жанр пригодницької дії в гінді-кіно потребував дзвінка про пробудження, це».
Нікіл Кумар з Apunkachoice.com дав фільм 0,5 / 5 зірок, кажучи: «Фільм Санджай Гупти» Зінда «працює переважно через його захоплюючу, хоча неоригінальну історію та заслуговує на увагу акторську діяльність її фронтмена Санджай Датта».

## Саундтрек
Ці пісні були створені дуетом Vishal-Shekhar and released by T-Series.
- «Ye Hai Meri Kahani» — Strings
- «Zinda Hoon Main» — Shibani Kashyap
- «Har Saans» — Krishna Beura
- «Kya Main Zinda Hoon» — Shibani Kashyap
- «Maula» — Vinod Rathod
- «Zinda Hoon Main Y» — Shibani Kashyap
- «Chal Rahi Hai Saanse» — Kailash Kher
- «Har Saans (Black Mamba Mix)» — Krishna Beura